# Helianthemum crespoi
Helianthemum crespoi är en solvändeväxtart som beskrevs av Gonzalo Mateo. Helianthemum crespoi ingår i släktet solvändor, och familjen solvändeväxter. Inga underarter finns listade i Catalogue of Life.